# ケデロンの谷

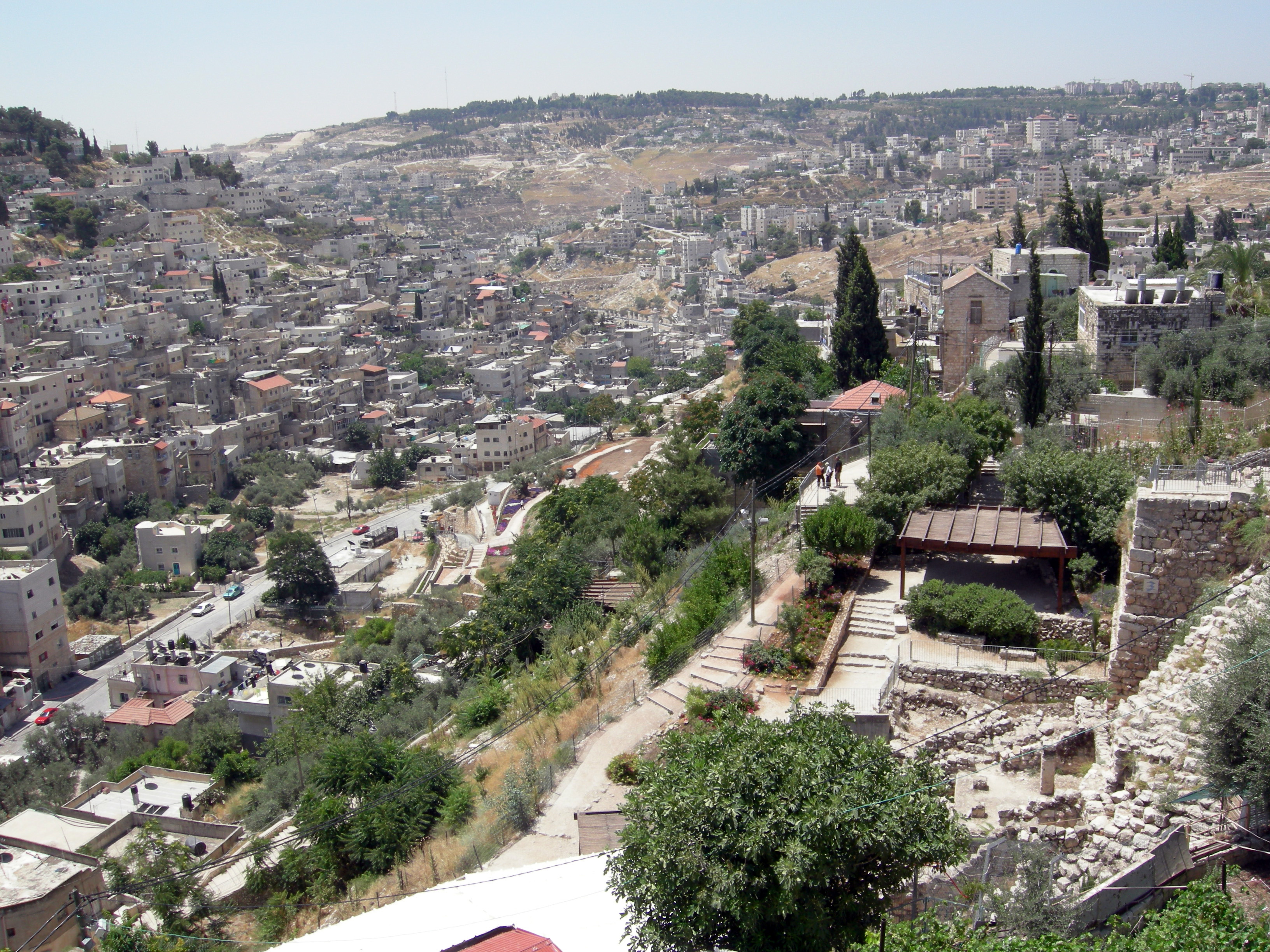
エルサレム旧市街から見たケデロンの谷

ケデロンの谷（ヘブライ語: נחל קדרון、英語: Kidron Valley、古くはCedron Valley）はエルサレム旧市街の東に位置し、神殿の丘とオリーブ山を隔てる谷。ここはエルサレムにおいて、古代の切石作りの墓所が最も集中していることでよく知られる。またヘブライ語聖書の終末予言において最後の審判が行なわれるというヨシャパテの谷は、このケデロンの谷を指すと伝統的に見做されている。

## 地理
ケデロンの谷はヨルダン川西岸のユダヤ砂漠を横切って死海へと続き、長さ32キロメートル、高低差1,200メートルほどになる。神殿の丘の近くは Wadi al-Joz、そこ以外は Wadi an-Nar と呼ばれる。谷の上縁にあるイスラエル人居留地ケダルは、谷からその名がとられている。Wadi al-Joz の一帯は、谷のアラビア名からきている。
現代でいうケデロンの谷（ヘブライ語の "Nahal Kidron"）は、エルサレム旧市街の北から死海までの長いワジ全体を指すのに対し、聖書でいう“Nahal Kidron”、“Emek Yehoshafat”、“King’s Valley”などは、古代エルサレムのすぐ近くに位置するこの谷の特定の一部だけを指しているかもしれず、ワジ全体やユダヤ砂漠を横切る長い区間を指しているわけではないということから、よく混同が起こっている。同様に、アラビア語では重要なワジはそれぞれ多くの名前を持ち、それらの名前は各々ワジの特定の区間に割り当てられている。

## 墓所

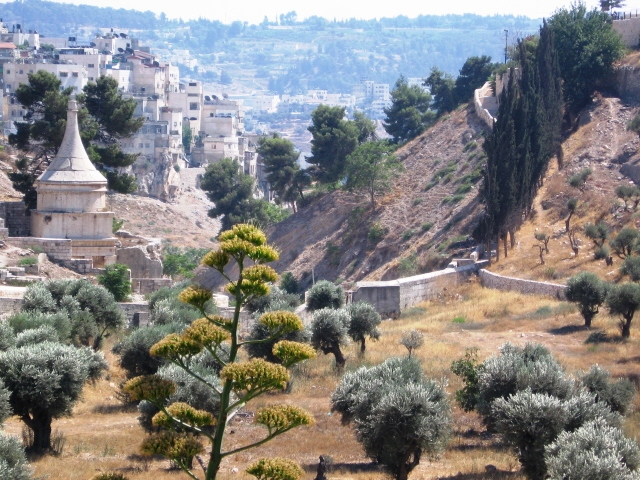
ケデロンの谷のアブサロムの塔

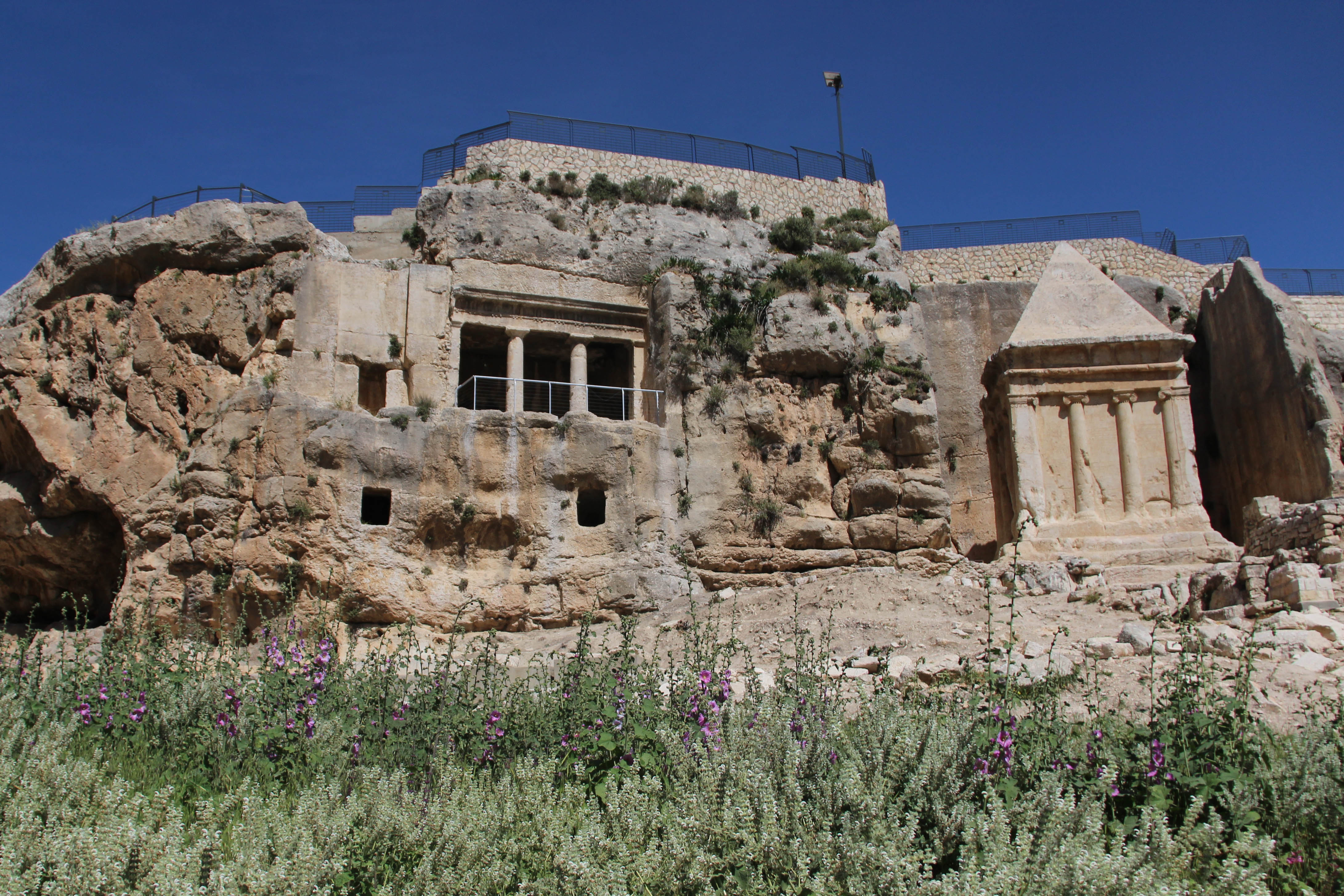
祭司ヘジルの墓（左）とゼカリヤの墓（右）

ケデロンの谷の東側にある3つの記念碑的な墓所は、古代エルサレムに関する最も有名な旧跡といえる。北から順に、ヨシャパテの洞窟の前に立つ「アブサロムの塔」、「祭司ヘジルの墓」、そのネフェシュとも考えられる「ゼカリヤの墓」、となる。
アブサロムの塔は上下二つの部分からなる。下部は岩盤から切り出された立方体で、壁面にはイオニア式の柱がつき、ドーリス式の装飾の横壁（フリーズ）を持ち、上にエジプト式の軒蛇腹（コニス）が施されている。そして入口のついた小さな部屋が一つあり、そこには埋葬のためのアーチ型の凹所（arcosolium）が2ヶ所ついて、実際の墓所を構成している。一方、上部は切石で作られており、方形の柱脚が円筒形の外壁を支え、頂上は円錐形になっている。円錐部はやや凹形にくぼみ、上はエジプト式のハスの花で飾られている。この上部は古代建築でいう「ソロス」に典型的な形状であり、下部の墓所のネフェシュもしくは記念塔だと考えられ、あるいは隣接する「ヨシャパテの洞窟」のそれかもしれない。アブサロムの塔は紀元1世紀に建てられた。
「ネフェシュ」という語は文字通りには「魂」という意味を持つが、埋葬に関する文脈においては、埋葬記念建造物のある種の様式を指す。ケデロンの谷にあるユダヤ人の墓は、こうしたネフェシュの形としては最も典型的なものである。これらはピラミッド状の構造物を乗せた、長方形のモニュメントである。似たようなネフェシュの様式として、上部がドーム状になった柱で納骨堂を装飾したものもある。エルサレムでは、墓のモニュメントとしての「ネフェシュ」は墓の上か脇にあり、階段の上に乗っていることもある。

## 歴史
ヘブライ語聖書によると、ダビデ王はアブサロムの反乱の際、この谷を通って都落ちしたという。
旧約聖書の王たちの時代において、ケデロンの谷は王たちがその一帯の土地を所有し、少なくとも部分的には「王の庭」と同一視されていた。「王の谷」という名は、ケデロンの谷の西斜面、オフェルの丘（旧市街）の南に位置する「ダビデの町」のダビデの宮殿のすぐ東にあるという位置関係に由来するのかもしれない。しかしケデロンの谷の上方が、アブサロムが自分の記念碑（サムエル記下18:18、現在のアブサロムの塔とは無関係）を建てたという「王の谷」にあたるかどうかは疑わしい。聖書はこの点を明確に同定しておらず、ケデロンの谷から砂漠へかなり下ったエイン・ロゲルとの関係で推察されるだけである。
歴代誌下20:26によると、ヨシャファト王がイスラエルの敵を倒したと考えられるのは、この谷である。
歴代誌下29、30、31章は、ヒゼキヤ王が人々に命じて各々の身を清めさせ、また主の宮の汚れた品々を清めさせ、イスラエルとユダの人々全てをエルサレムでの過越の祭に招き、信仰を改めさせたことが記されている。ケデロン川は紀元前700年頃に行なわれたそのヒゼキヤ王の改革において寺院の汚れた品々を儀式に則って清めるために使われた（歴代誌下29:16）
新約聖書によると、イエス・キリストはエルサレムとベタニアを行き来する際に何度もこの谷を横切ったという。イエスが磔の前夜に祈りを捧げたというゲッセマネの園もこの谷にある。
シルワン村の外縁にあたるこの一帯は、第二神殿時代のエルサレムの主たる埋葬地のひとつだった。それらの墓所のいくつかは後の時代でも使われ、それは埋葬のためであったり、あるいはケデロンの谷に住む大規模な修道士集団の隠者たちや修道士たちの住居としてであったりした。

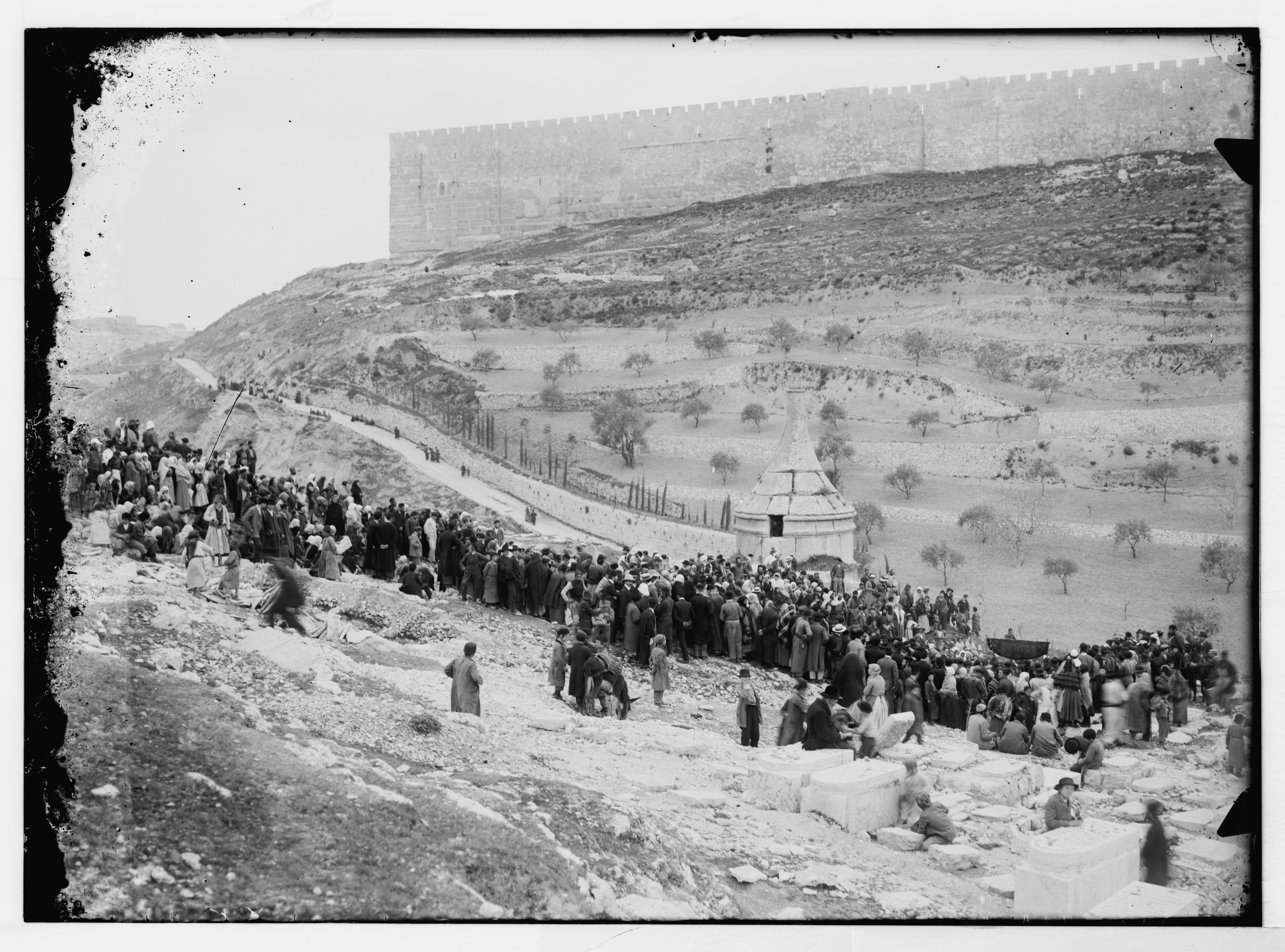
ケデロンの谷のアブサロムの塔に集まったユダヤ人たち（20世紀前半頃）

トゥデラのベンヤミンは12世紀のユダヤ人の旅行者で、訪れた都市の間の距離を引用し、ユダヤ人共同体の長を列挙し、特に著名な学者たちの名を記録した。当時ケデロンの谷一帯にユダヤ人が居たという彼の記録は、現代の考古学者や歴史学者が引き合いに出す重要な歴史記録である。
1989年にエルサレム市当局はこの地域で所定の開発工事を実施していた。シルワン村へ向かう狭い道路の拡幅工事をしている時、多数の四角形の穴が刻まれた岩をブルドーザーが掘り出した。イスラエル考古学庁はすぐにその道路工事を止めさせた。一帯の土砂を取り除いたところ、考古学者たちはそこが往時の状態をそのまま残した大規模な埋葬施設群であることを発見した。部屋から部屋へ慎重に調べてゆくと、陶器やガラスの器、オイルランプ、装飾された骨壺といった、夥しい人工物が床に散らばってライトに浮かび上がった。この3つの大きな洞穴は、エルサレムがローマ軍に征服され神殿が破壊される紀元70年にかけての第二神殿時代末期に使われた、大規模なユダヤ人埋葬地の一部であることが分かった。
東エルサレムのパレスチナ人区域にある谷の一部を再開発し、「キングス・ガーデン」という公園にするという、論争になっている計画がある。

## 終末予言でのヨシャパテの谷
聖書の一節（ヨエル記3:2、3:12）に、神がヨシャパテの谷に万国の民を集めて裁くとあるように、ヘブライ語聖書では「ヤハウェが裁きをするであろう谷」を意味するヨシャパテの谷において最後の審判が行なわれるとしており、伝統的にそれはケデロンの谷と見做されているが、全ての学者がその比定に納得しているわけではない。聖書注釈者のアダム・クラークは、その「最後の審判の谷」は象徴としての場所だと主張している。
ケデロンの谷がヨシャパテの谷と関連付けられるのは4世紀になってからであり、キリスト教以前の古代においてヨシャパテの谷という名が実際どの谷を指すかは知られていないため、両者の関係は幾分不確かなものがある。